# Michael L. Rothschild
Michael L. Rothschild (født 1953) er uddannet fra Harvard University, hvor han tog eksamen i både jura og økonomi. Han er bosat nær San Francisco, hvor han driver "The Cambridge Meridian Group", en virksomhed, som er specialiseret i konkurrenceplanlægning for organisationer, der er inde i hurtig, teknologisk udvikling. Desuden har han firmaet "Maxager Technology", som omsætter idéerne fra "Bionomics" til erhvervsmæssig praksis via patenteret teknologi.

## Baggrund
Allerede under sit første arbejde som forretningskonsulent blev Rothschild slået af forskellen mellem de økonomiske teorier og den virkelighed, han oplevede i virksomhederne. I den virkelige verden følger udviklingen kaotiske mønstre, hvor selvorganisering ser ud til at have en meget central rolle. Den økonomiske virkelighed svarer efter hans opfattelse mere til levende organismers udvikling, end til maskiners arbejdsmåde. Virksomheder tilpasser sig, har stofskifte, vokser, lærer – eller dør.

## Bionomics
I bogen Bionomics bliver denne tankegang konkretiseret, og Rothschild argumenterer for, at kapitalismen (fri markedsøkonomi) slet ikke er en -isme, men snarere et naturligt opstået fænomen. Sådan har det menneskelige samfund organiseret sig spontant, for at det kan overleve i en verden, hvor ressourcerne er begrænsede. Ingen planlagde kapitalismen, og ligesom livet selv er den ikke nogen nødvendighed. Den indtraf bare og fortsætter med at udvikle sig.

## Kapitalismens fremtid
Virksomheders evne til at lære er økonomiens svar på den biologiske evolution. Det er kerneelementet i Rothschilds tanker om "bionomi" (læs: biologisk økonomi). Den væsentligste forskel mellem biologi og økonomi er ifølge ham tempoet i udviklingen. De økonomiske processer foregår millioner af gange hurtigere end de biologiske.
Virksomhedernes evne til at lære og tilpasse sig hænger nøje sammen med en enestående, menneskelig kunnen: det at bruge "kodet information", altså symboler for informationer, f.eks. skriftsprog, arbejdstegninger, kort osv. På den baggrund forudsiger han, at varepriserne vil falde drastisk og vedvarende. Historisk set har denne udvikling ganske vist været skjult af inflation, men i fremtiden vil de faldende priser slå igennem.

## Eksterne links
- Maxager.com Arkiveret 21. oktober 2020 hos  Wayback Machine
- Foto af Rothschild Arkiveret 13. marts 2006 hos  Wayback Machine